# Alfons Dopsch
Alfons Dopsch (ur. 14 czerwca 1868 w Lobositz (cz. Lovosice), zm. 1 września 1953 w Wiedniu) – austriacki historyk (mediewista) i dyplomata.

## Życiorys
Od 1886 roku Dopsch studiował na Uniwersytecie Wiedeńskim, gdzie w roku 1890 uzyskał stopień doktora. Jego dysertacja pt. „Bitwa pod Lobositz (1756)”, której temat został wybrany najwyraźniej ze względu na związek z historią tego regionu, pozostaje jedną z niewielu prac Dopscha na temat historii nowożytnej.

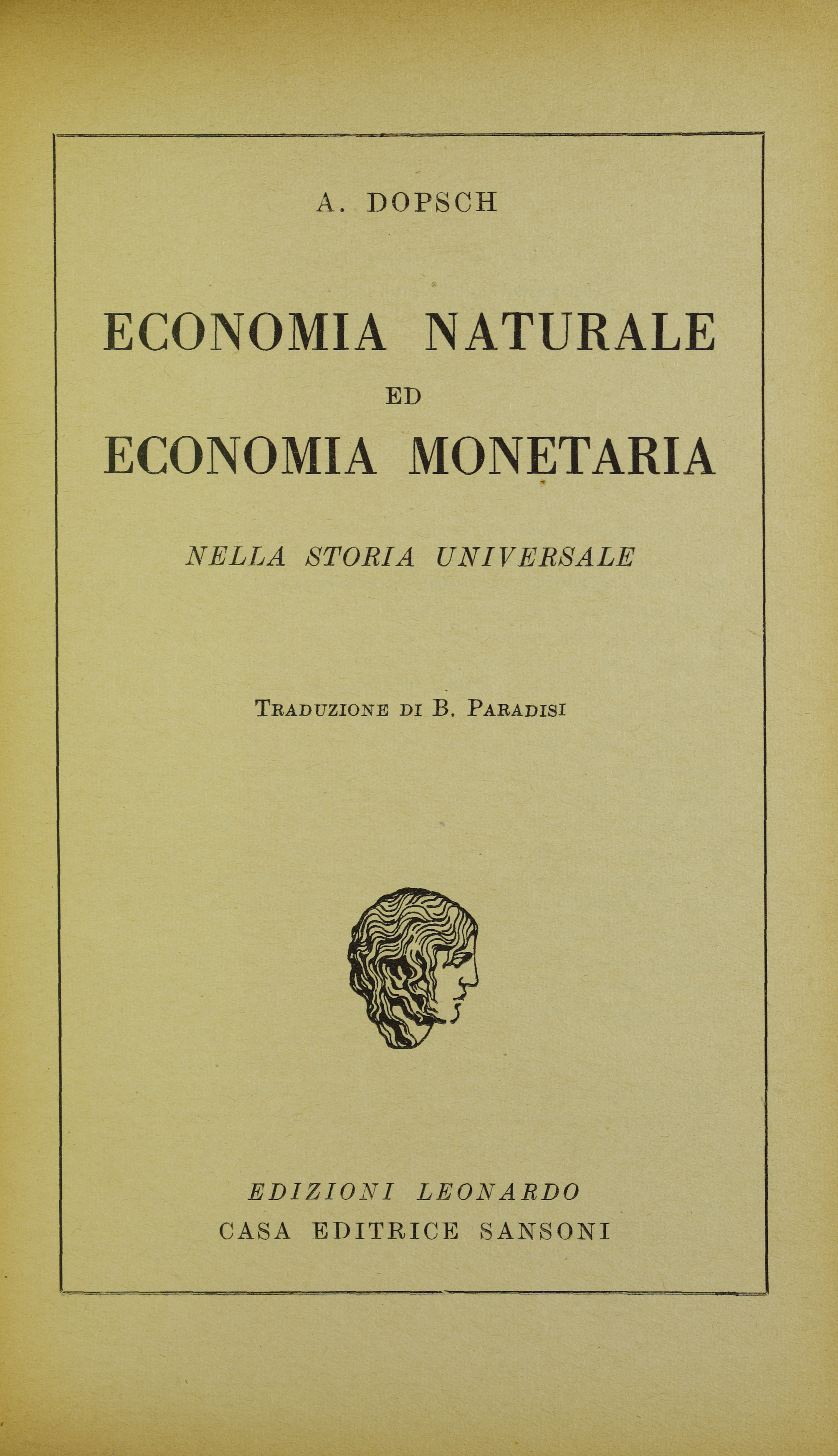
Naturalwirtschaft und Geldwirtschaft in der Weltgeschichte, 1949

W latach 1889–1891 pracował w Instytucie Austriackich Badań Historycznych (Institut für Österreichische Geschichtsforschung). Od maja 1892 był współpracownikiem w dziale edycji (Diplomata–Abteilung) Monumenta Germaniae Historica, której zadaniem było opracowanie i wydanie tekstów źródłowych z czasów Karolingów. Przy okazji tej działalności Dopsch nabył wyjątkowej sprawności w badaniu dokumentów i w bardzo szybkim czasie ukazało się kilka edycji dokumentów uchodzących za wzorcowe (m.in. „Wybrane dokumenty na temat historii konstytucji austriackich dominiów dziedzicznych” (Ausgewählte Urkunden zur Verfassungsgeschichte der österreichischen Erblande), 1895; „Książęce latyfundia w Austrii” (Landesfürstliche Urbare Österreichs), 1904/10).
W roku 1893, mając 25 lat, Dopsch uzyskał habilitację na Uniwersytecie Wiedeńskim. W roku 1898 został mianowany profesorem nadzwyczajnym, a w latach 1900–1937 był profesorem zwyczajnym historii w Wiedniu. Od 1909 Dopsch był członkiem Austriackiej Akademii Nauk. Otrzymał godność doktora h.c. American History Associacion. Jego głównym obszarem zainteresowania było wczesne średniowiecze, zwłaszcza austriacka historia terytorialna. Wychodząc od terytorialnej historii gospodarczej Dopsch próbował udowodnić ciągłość pomiędzy starożytnością a średniowieczem.
W roku 1954 jego imieniem nazwano ulicę w Wiedniu-Floridsdorf (Dzielnica 21).

## Twórczość
- 1912/1913 – Die Wirtschaftsentwicklung der Karolingerzeit
- 1918/1920 – Wirtschaftliche und soziale Grundlagen der europäischen Kulturentwicklung von Cäsar bis auf Karl den Großen
- 1930 – Naturalwirtschaft und Geldwirtschaft in der Weltgeschichte
- 1934 – Herrschaft und Bauer in der deutschen Kaiserzeit